# Wilson Price Hunt
 (février 2025).
Wilson Price Hunt fut l'un des premiers pionniers et explorateurs du nord-ouest pacifique de l'Amérique du Nord au début du XIXe siècle. Il dirigea l'expédition terrestre qui traversa la région du nord-ouest pour rejoindre Astoria, en travaillant pour la Pacific Fur Company, pour le compte de John Jacob Astor.